# Skalka (podcelek)
Skalka je geomorfologický podcelek Štiavnických vrchů. Nejvyšší vrch podcelku je 882 m n. m. vysoký se stejným jmémem.

## Vymezení
Podcelek zabírá východní část Štiavnických vrchů a v rámci pohoří sousedí na západě s Hodrušskou hornatinou a Sitnianskou vrchovinou. Jižním směrem leží Krupinská planina s podcelky Bzovícka pahorkatina a Závozská vrchovina, na východě je Pliešovská kotlina. Na severu údolí Hronu odděluje Kremnické vrchy a podcelek Turovské predhorie.

## Vybrané vrcholy
- Skalka (882 m n. m.) – nejvyšší vrch podcelku
- Strela (840 m n. m.)
- Tri kamene (834 m n. m.)

## Chráněná území
Téměř celé území je součástí CHKO Štiavnické vrchy a leží tu maloplošná území:
- Gajdošovo – přírodní rezervace
- Holý vrch – přírodní rezervace
- Krupinské bralce – přírodní památka
- Sixova stráň – přírodní památka[2]

## Doprava
Západním okrajem území vede cesta I/51 i železniční trať Hronská Dúbrava – Banská Štiavnica. Severním okrajem vede údolím Hronu rýchlostní silnice R1 (Nitra – Zvolen) i Železniční trať Nové Zámky – Zvolen.